# 近藤明広
近藤 明広（こんどう あきひろ、男性、1985年4月3日 - ）は、日本のプロボクサー。埼玉県加須市出身。第55代日本ライト級王者。元WBOアジア太平洋ライト級王者。第42代OPBF東洋太平洋スーパーライト級王者。WBOアジア太平洋王座戦として日本初開催となった試合で戴冠した選手。一力ボクシングジム所属。

## 来歴

### 学生時代
小学生の時から地元の少年野球団に所属し、中学生時代も部活動とリトルシニアリーグで野球を続けるが、中学3年生の時にプロボクサーの畑山隆則の世界戦を見てプロボクサーに憧れて地元の埼玉池田ジム（現・18鴻巣ジム）でボクシングを始める。
2001年4月、白鷗大学足利高校に進学する。
2003年、夏の全国大会、長崎インターハイ、ライト級で準優勝。
2004年、東洋大学経営学部経営学科に進学。

### プロに転向
2006年3月、プロに転向するため東洋大学を中退し、日東ジムに所属する。
2006年5月22日、プロデビュー。
2007年12月22日、全日本新人王決定戦で3-0の判定勝利を収め、全日本ライト級新人王を獲得。
2009年8月1日、日本ライト級王者三垣龍次（M.T）に挑戦し、初回45秒TKO勝ちで王座を獲得。
2009年12月19日、後楽園ホールで日本ライト級1位の加藤善孝（角海老宝石）と対戦し、3回にダウンを奪い試合を優位に進め、後半の加藤の反撃を凌ぎきり10回2-1（96-93、96-94、94-95）の判定勝ちを収め初防衛に成功した。
2010年4月22日、チャンピオンカーニバルにおいて日本ライト級1位の荒川仁人（八王子中屋）と対戦し、10回0-2（94-96×2、95-95）の判定負けを喫し2度目の防衛に失敗、王座から陥落した。
2010年8月21日、鎧塚真也（協栄）とライト級8回戦を行い、8回3-0（80-73、79-73、79-74）の判定勝ちを収め再起した。
2010年12月22日、小澤大将（全日本パブリック）とライト級8回戦を行い、8回2-1（78-76、77-76、76-77）の判定勝ちを収めた。  
2012年3月6日、チャンピオンカーニバルにおいて日本ライト級王者加藤善孝（角海老宝石）に挑戦し、10回1-2（94-97、95-96、97-94）の判定負けを喫し王座返り咲きに失敗した。
2012年6月28日、齋藤丈裕（新日本木村）と61.7kg契約8回戦を行い、5回2分22秒TKO勝ちを収め再起した。
2012年12月10日、小池浩太（ワタナベ）と63.0kg契約8回戦を行い、8回3-0（78-76、77-76×2）の判定勝ちを収めた。
2013年4月17日、ファーサンハン・オー・ベンジャマーッ（タイ）と63.0㎏契約8回戦を行い、3回1分58秒TKO勝ちを収めた。
2013年12月26日付けでJBCに引退届を提出し、一度は引退扱いになったものの、年明けから再起を決意し、東ジムから一力ジムに移籍して2014年3月31日付でライセンスを再交付され現役復帰した。
2014年4月23日、元日本ライト級王者で元OPBF東洋太平洋ライト級王者の荒川仁人（八王子中屋）と62.0kg契約10回戦を行い、10回0-3（92-98、94-97、95-96）の判定負けを喫し復帰戦を白星で飾れなかった。
2014年11月17日、ケーオクラー・チャイヨンジム（タイ）と63.0kg契約8回戦を行い、初回1分45秒KO勝ちを収めた。
2014年12月15日、山田智也（協栄）とライト級8回戦を行い、8回1-2（76-77、75-76、77-76）の判定負けを喫した。
2015年3月16日、元OPBF東洋太平洋スーパーバンタム級王者のジムレックス・ハカ（フィリピン）と62.6kg契約8回戦を行い、4回2分45秒TKO勝ちを収めた。
2015年4月22日、後楽園ホールで原田門戸（横浜さくら）と62.0kg契約8回戦を行い、8回1-2（74-79×2、77-76）の判定負けを喫した。
2015年7月27日、IBF世界スーパーライト級10位のパトンサック・パトンポートン（タイ）と63.5kg契約8回戦を行い、4回1分55秒KO勝ちを収めた。
2015年11月16日、ワッチャーラ・リアンプラシード（タイ）と62.5kg契約8回戦を行い、8回3-0（80-73、79-73、79-75）の判定勝ちを収めた。
2016年3月17日、後楽園ホールで行われた「ファイティングビー16」で山口祥吾（唯心）と62.0kg契約8回戦を行い、8回3-0（3者共78-74）の判定勝ちを収めた。
2016年6月13日、ダーオルアン・ルークバーンスワン（タイ）と62.0kg契約8回戦を行い、初回2分54秒TKO勝ちを収めた。
2016年9月13日、後楽園ホールでジェフリー・アリエンザ（フィリピン）とWBOアジア太平洋スーパーライト級王座決定戦を行い、11回1分20秒TKO勝ちを収め王座獲得に成功した。
2016年12月12日、後楽園ホールで行われた「ファイティングビーvol.19」でパランペッチ・シスパーサク（タイ）と62.0kg契約8回戦を行い、3回1分29秒KO勝ちを収めた。
2017年3月13日、後楽園ホールで行われた「A-sign.Bee2」でパトンサック・パトンポートン（タイ）と63.6kg契約8回戦を行い、2回2分47秒KO勝ちを収め1年10ヵ月ぶりとなる再戦を制した。
2017年5月26日、後楽園ホールで行われた「A-sign.Bee vol.3」で日本スーパーライト級10位の岡崎祐也（中内）とスーパーライト級8回戦を行い、6回1分24秒TKO勝ちを収めた。
2017年8月31日、IBF世界スーパーライト級王者テレンス・クロフォード（アメリカ合衆国）の王座返上に伴いIBF世界スーパーライト級1位のセルゲイ・リピネッツ（ロシア）とIBF世界スーパーライト級王座決定戦に関する対戦交渉を行い、同年9月30日までに合意するよう指令を受けた。
2017年11月4日、ニューヨークのバークレイズ・センターでデオンテイ・ワイルダーVSバーメイン・スタイバーン第二戦の前座でテレンス・クロフォード（アメリカ合衆国）の王座返上に伴いIBF世界スーパーライト級1位のセルゲイ・リピネッツ（ロシア）とIBF世界スーパーライト級王座決定戦を行い、12回0-3（110-118、111-117×2）の判定負けを喫し王座獲得に失敗した。アメリカ合衆国ではShowtimeのボクシング中継番組チャンピオンシップ・ボクシングで中継された。
2018年3月2日、後楽園ホールで行われた「A-sign.Bee11」でリクヒット・サンリッツとスーパーライト級8回戦を行い、4回2分48秒TKO勝ちを収め再起戦を飾った。
2018年7月13日に後楽園ホールにてクウエ・ピーター（大橋）と対戦する予定であったが、ピーターの負傷により中止となった。
2018年9月1日、後楽園ホールにて宮崎辰也（マナベ）と対戦し、5回55秒TKO勝ちを収めた。
2019年2月18日、後楽園ホールでIBF世界スーパーライト級挑戦者決定戦としてIBF世界スーパーライト級6位のドウヌア・サックリンと対戦したが、5回1分47秒KO負けを喫し、ジョシュ・テイラーへの挑戦権を獲得することはできなかった。
2019年7月12日、後楽園ホールで日本ユーススーパーライト級王者の平岡アンディ（大橋）と対戦し、10回0-3（93-97、93-98、92-98）で判定負けを喫した。
2019年11月15日、後楽園ホールで柳達也（伴流）を相手に再起戦を行い、8回3-0（78-74×2、77-75）で判定勝ちを収め、再起に成功した。
2020年12月10日、後楽園ホールで日本スーパーライト級王者の永田大士に挑戦するも、7回0-1（66-67、67-67×2）の負傷判定により引き分けとなり、王座獲得に失敗した。
2021年5月28日、後楽園ホールで日本スーパーライト級4位のアオキクリスチャーノと対戦し、8回0-3（75-76、74-77×2）で判定負けを喫した。
2022年6月14日、後楽園ホールでOPBF東洋太平洋スーパーライト級王者の麻生興一に挑戦し、2回2分7秒TKO勝ちを収め王座を獲得した。
2022年9月22日、後楽園ホールで行われた「あしたのジョー メモリアル2022」にて、日本スーパーライト級6位の柳達也と64.0kg契約8回戦で対戦し、6回2分5秒TKO勝ちを収めた。
2022年12月5日、後楽園ホールで行われた「ダイヤモンドグローブ」で永田大士と2年ぶりの再戦も12回0-3（112-115×2、113-114）で判定負けを喫しOPBF王座から陥落。
2023年3月4日、後楽園ホールで行われた「第622回ダイナミックグローブ」でチャイヤラット・サワンソーダを6回2分1秒TKOで降し再起成功。
2023年7月20日、後楽園ホールで行われた「3150FIGHT SURVIVAL vol.7」で亀田プロモーションと契約するメキシコ人のWBO世界スーパーライト級9位のホセ・ガルシアに8回3-0（77-75×3）の判定勝利。
2023年12月10日、カザフスタン・アルマトイでJBC非公認のIBO世界スーパーライト級王者のザンコシュ・トゥラロフとIBO世界同級タイトルマッチおよびWBAグローバル同級王座決定戦を行うも、12回0-3（110-118x2、108-120）の判定負けで王座獲得に失敗した 。この試合はDAZNにてライブ配信された。

## 戦績
- アマチュアボクシング：43戦30勝（17KO・RSC）13敗
- プロボクシング：53戦37勝（21KO）13敗 3分

| 戦           | 日付           | 勝敗 | 時間     | 内容        | 対戦相手                             | 国籍         | 備考                                                                          |
| ------------ | -------------- | ---- | -------- | ----------- | ------------------------------------ | ------------ | ----------------------------------------------------------------------------- |
| 1            | 2006年5月22日  | ☆    | 2R 1:18  | TKO         | 田中隆仁（岐阜ヨコゼキ）             | 日本         | プロデビュー戦                                                                |
| 2            | 2006年8月10日  | ★    | 4R 1:46  | 負傷判定0-2 | 森田保（コーエイ工業小田原）         | 日本         |                                                                               |
| 3            | 2006年12月5日  | ☆    | 2R 3:08  | KO          | 島村唯将（オサム）                   | 日本         |                                                                               |
| 4            | 2007年6月4日   | ☆    | 4R       | 判定3-0     | 神崎宜紀（戸高秀樹）                 | 日本         |                                                                               |
| 5            | 2007年7月31日  | ☆    | 4R       | 判定3-0     | 細川バレンタイン（宮田）             | 日本         |                                                                               |
| 6            | 2007年9月28日  | ☆    | 3R 0:50  | KO          | 倉又章徳（船橋ドラゴン）             | 日本         |                                                                               |
| 7            | 2007年11月4日  | ☆    | 2R 1:20  | KO          | 高田茂（マナベ）                     | 日本         |                                                                               |
| 8            | 2007年12月22日 | ☆    | 5R       | 判定3-0     | 鶴田亮介（本田フィットネス）         | 日本         | 2007年度全日本ライト級新人王決定戦                                            |
| 9            | 2008年3月3日   | ☆    | 8R       | 判定2-0     | 森川弘幸（高砂）                     | 日本         |                                                                               |
| 10           | 2008年6月11日  | ☆    | 8R       | 判定3-0     | 長崎大之（F・I）                     | 日本         |                                                                               |
| 11           | 2008年9月10日  | ☆    | 7R 2:23  | TKO         | 本橋正行（五代）                     | 日本         |                                                                               |
| 12           | 2009年3月13日  | ☆    | 6R 2:37  | 負傷判定2-1 | 塩野翼（角海老宝石）                 | 日本         |                                                                               |
| 13           | 2009年8月1日   | ☆    | 1R 0:45  | TKO         | 三垣龍次（M.T）                      | 日本         | 日本ライト級タイトルマッチ                                                    |
| 14           | 2009年12月19日 | ☆    | 10R      | 判定2-1     | 加藤善孝（角海老宝石）               | 日本         | 日本王座防衛1                                                                 |
| 15           | 2010年4月22日  | ★    | 10R      | 判定0-2     | 荒川仁人（八王子中屋）               | 日本         | 日本王座陥落                                                                  |
| 16           | 2010年8月21日  | ☆    | 8R       | 判定3-0     | 鎧塚真也（協栄）                     | 日本         |                                                                               |
| 17           | 2010年12月22日 | ☆    | 8R       | 判定2-1     | 小澤大将（全日本パブリック）         | 日本         |                                                                               |
| 18           | 2011年5月16日  | ☆    | 8R       | 判定3-0     | 伊波・パブロ・カスティーヨ（真正）   | ペルー       |                                                                               |
| 19           | 2011年9月7日   | △    | 8R       | 判定0-1     | 小竹雅元（三迫）                     | 日本         |                                                                               |
| 20           | 2012年3月6日   | ★    | 10R      | 判定1-2     | 加藤善孝（角海老宝石）               | 日本         | 日本ライト級タイトルマッチ                                                    |
| 21           | 2012年6月28日  | ☆    | 5R 2:22  | TKO         | 齋藤丈裕（新日本木村）               | 日本         | 61.7kg契約8回戦                                                               |
| 22           | 2012年12月10日 | ☆    | 8R       | 判定3-0     | 小池浩太（ワタナベ）                 | 日本         | 63.0kg契約8回戦                                                               |
| 23           | 2013年4月17日  | ☆    | 3R 1:58  | TKO         | ファーサンハン・オーベンジャマット   | タイ         | 63.0kg契約8回戦                                                               |
| 24           | 2014年7月23日  | ★    | 10R      | 判定0-3     | 荒川仁人（八王子中屋）               | 日本         | 62.0kg契約10回戦                                                              |
| 25           | 2014年11月17日 | ☆    | 1R 1:45  | KO          | ケーオクラー・チャイヨンジム         | タイ         | 63.0kg契約8回戦                                                               |
| 26           | 2014年12月15日 | ★    | 8R       | 判定1-2     | 山田智也（協栄）                     | 日本         |                                                                               |
| 27           | 2015年3月16日  | ☆    | 4R 2:45  | TKO         | ジムレックス・ハカ                   | フィリピン   | 62.6kg契約8回戦                                                               |
| 28           | 2015年4月22日  | ★    | 8R       | 判定1-2     | 原田門戸（横浜さくら）               | 日本         | 62.0kg契約8回戦                                                               |
| 29           | 2015年7月27日  | ☆    | 4R 1:55  | TKO         | パトンサック・パトンポートン         | タイ         | 63.5kg契約8回戦                                                               |
| 30           | 2015年11月16日 | ☆    | 8R       | 判定3-0     | ワッチャーラ・リアンプラシード       | タイ         | 62.5kg契約8回戦                                                               |
| 31           | 2016年3月17日  | ☆    | 8R       | 判定3-0     | 山口祥吾（唯心）                     | 日本         | 62.0kg契約8回戦                                                               |
| 32           | 2016年6月13日  | ☆    | 1R 2:54  | TKO         | ダーオルアン・ルークバーンスワン     | タイ         |                                                                               |
| 33           | 2016年9月13日  | ☆    | 11R 1:20 | TKO         | ジェフリー・アリエンザ               | フィリピン   | WBOアジア太平洋ライト級王座決定戦                                             |
| 34           | 2016年12月12日 | ☆    | 3R 1:29  | KO          | パランペッチ・シスパーサク           | タイ         |                                                                               |
| 35           | 2017年3月13日  | ☆    | 2R 2:47  | KO          | パトンサック・パトンポートン         | タイ         | 63.6kg契約8回戦                                                               |
| 36           | 2017年5月26日  | ☆    | 6R 1:24  | TKO         | 岡崎祐也（中内）                     | 日本         |                                                                               |
| 37           | 2017年11月4日  | ★    | 12R      | 判定0-3     | セルゲイ・リピネッツ                 | ロシア       | IBF世界スーパーライト級王座決定戦                                             |
| 38           | 2018年3月2日   | ☆    | 4R 2:48  | TKO         | リクヒット・サンリッツ               | タイ         |                                                                               |
| 39           | 2018年9月1日   | ☆    | 5R 0:55  | TKO         | 宮崎辰也（マナベ）                   | 日本         |                                                                               |
| 40           | 2019年2月18日  | ★    | 5R 1:47  | KO          | ドウヌア・サックリン                 | タイ         | IBF世界スーパーライト級挑戦者決定戦                                           |
| 41           | 2019年7月12日  | ★    | 10R      | 判定0-3     | 平岡アンディ（大橋）                 | 日本         |                                                                               |
| 42           | 2019年11月15日 | ☆    | 10R      | 判定3-0     | 柳達也（伴流）                       | 日本         |                                                                               |
| 43           | 2020年12月10日 | △    | 7R 1:14  | 負傷判定0-1 | 永田大士（三迫）                     | 日本         | 日本スーパーライト級タイトルマッチ                                            |
| 44           | 2021年5月28日  | ★    | 8R       | 判定0-3     | アオキ・クリスチャーノ（角海老宝石） | ブラジル     |                                                                               |
| 45           | 2021年12月31日 | ☆    | 8R       | 判定3-0     | 石脇麻生（寝屋川石田）               | 日本         |                                                                               |
| 46           | 2022年6月14日  | ☆    | 2R 2:07  | TKO         | 麻生興一（三迫）                     | 日本         | OPBF東洋太平洋スーパーライト級タイトルマッチ                                  |
| 47           | 2022年9月22日  | ☆    | 6R 2:05  | TKO         | 柳達也（伴流）                       | 日本         | 64.0kg契約8回戦                                                               |
| 48           | 2022年12月5日  | ★    | 12R      | 判定0-3     | 永田大士（三迫）                     | 日本         | OPBF陥落                                                                      |
| 49           | 2023年3月4日   | ☆    | 6R 2:01  | TKO         | チャイヤラット・サワンソーダ         | タイ         |                                                                               |
| 50           | 2023年7月20日  | ☆    | 8R       | 判定3-0     | ホセ・ガルシア                       | メキシコ     |                                                                               |
| 51           | 2023年12月10日 | ★    | 12R      | 判定0-3     | ザンコシュ・トゥラロフ               | カザフスタン | IBO世界スーパーライト級タイトルマッチ WBAグローバルスーパーライト級王座決定戦 |
| 52           | 2024年9月30日  | △    | 8R       | 判定1-1     | 川村英吉（角海老宝石）               | 日本         |                                                                               |
| 53           | 2025年2月20日  | ★    | 12R      | 判定0-3     | アントワーヌ・ヴァナケール           | ベルギー     | IBFインターナショナルスーパーライト級タイトルマッチ                           |
| 54           | 2025年9月5日   |      |          |             | 王楽泉                               | 中国         | WBAアジアスーパーライト級タイトルマッチ 試合前                                |
| テンプレート |                |      |          |             |                                      |              |                                                                               |

## 獲得タイトル
- 第64回東日本新人王トーナメントライト級部門 優勝・MVP
- 第54回全日本ライト級新人王
- 第55代日本ライト級王座（防衛1）
- WBOアジア太平洋スーパーライト級王座（防衛0=返上）
- 第42代OPBF東洋太平洋スーパーライト級王座（防衛0）